# Edith Brown Weiss
Edith Brown Weiss (* 19. Februar 1942 in Salem, Oregon) ist eine amerikanische Juristin und seit 1978 Professorin an der Georgetown University. Sie beschäftigt sich insbesondere mit dem internationalen Umwelt- und das Wasserrecht, und erhielt für ihr Wirken unter anderem die Manley-O.-Hudson-Medaille der Amerikanischen Gesellschaft für internationales Recht.

## Leben
Edith Brown Weiss wurde 1942 in Salem, Oregon geboren und absolvierte ein Studium der Politikwissenschaften an der Stanford University, das sie 1963 mit einem B.A. abschloss. Sie erlangte außerdem drei Jahre später an der Harvard University einen rechtswissenschaftlichen Abschluss als Juris Doctor sowie 1973 die Promotion an der University of California, Berkeley. Von 1974 bis 1978 fungierte sie als Professorin an der Princeton University. Seit 1978 ist sie an der Georgetown University tätig, an der sie den Francis-Cabell-Brown-Lehrstuhl für internationales Recht innehat. 
Darüber hinaus wirkte Edith Brown Weiss von 1990 bis 1992 als Beraterin für internationale Aktivitäten der Environmental Protection Agency. Von 1992 bis 1994 war sie Präsidentin der Amerikanischen Gesellschaft für internationales Recht. Seit 2012 gehört sie als Richterin dem Verwaltungsgericht des Internationalen Währungsfonds an. Schwerpunkte ihres völkerrechtlichen Wirkens sind das Umwelt- und das Wasserrecht.
Edith Brown Weiss ist seit 1969 verheiratet sowie Mutter eines Sohns und einer Tochter.

## Auszeichnungen
Edith Brown Weiss erhielt 1990 für ihr Werk „In Fairness to Future Generations: International Law, Common Patrimony, and Intergenerational Equity“ ein ASIL Certificate of Merit (Verdiensturkunde) der Amerikanischen Gesellschaft für internationales Recht, die ihr außerdem 2010 mit der Manley-O.-Hudson-Medaille ihre höchste Auszeichnung verlieh. Darüber hinaus wurde sie unter anderem 1994 mit dem Elisabeth-Haub-Preis für Umweltrecht der Université libre de Bruxelles ausgezeichnet sowie zur Ehrendoktorin der Universität Heidelberg und des Chicago-Kent College of Law ernannt.

## Werke (Auswahl)
- In Fairness to Future Generations: International Law, Common Patrimony, and Intergenerational Equity. Dobbs Ferry, NY und Tokio 1988/1989 (weitere Ausgaben in Französisch, Spanisch, Japanisch und Chinesisch)
- International Environmental Law: Basic Instruments and References. Dobbs Ferry, NY 1992 (als Mitautorin)
- Engaging Countries: Strengthening Compliance with International Environmental Accords. Cambridge, MA 1998 (als Mitautorin)
- International Environmental Law and Policy. New York 1998, 2007
- Reconciling Environment and Trade. Ardsley, NY 2001; Leiden 2008
- Fresh Water and International Economic Law. Oxford und New York 2005 (als Mitautorin)